# علي باشا العربجي
علي باشا العربجي (بالتركية: Bahadırzade Arabacı Ali Paşa)‏ كان الصدر الأعظم للدولة العثمانية في الفترة ما بين 24 أغسطس 1691 حتى 21 مارس 1692. تُوفي في 1693 بمدينة رودس (جزيرة).